# Paschalis Penadés Jornet
Paschalis Penadés Jornet (ur. 3 stycznia 1894; zm. 15 września 1936) – hiszpański błogosławiony Kościoła katolickiego.
Rozpoczął studia w Wyższej Szkole w Walencji, a w 1921 roku otrzymał święcenia kapłańskie. Podczas wojny domowej w Hiszpanii został zamordowany.
Beatyfikował go w grupie Józef Aparicio Sanz i 232 towarzyszy Jan Paweł II w dniu 11 marca 2001 roku.